# Bowling

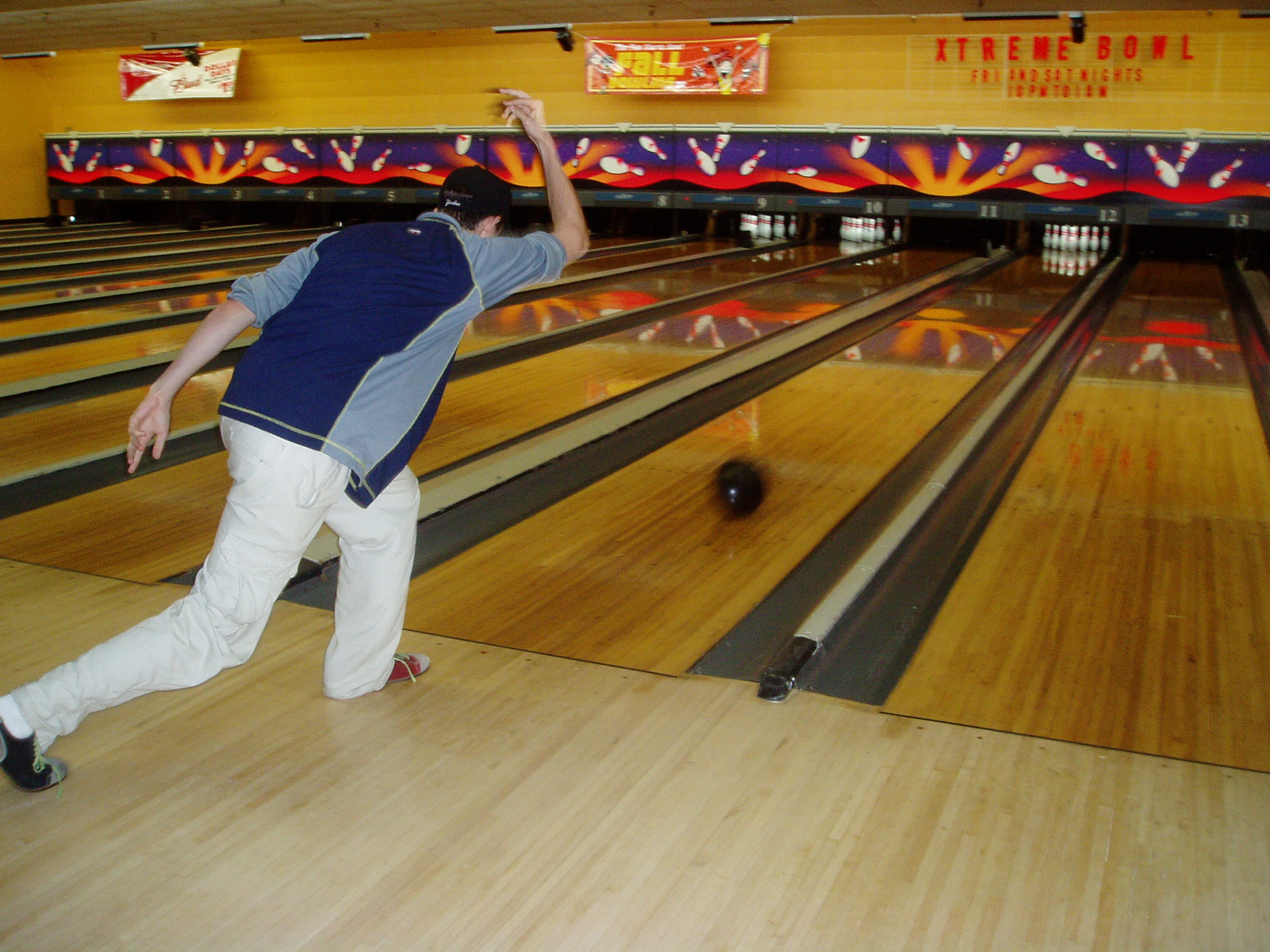
Chơi Bowling

Bowling là một trò chơi thể thao giải trí mà mỗi người chơi ném một quả bóng nặng cho chạy trên một đường băng dài, phẳng để làm đổ những con ki gỗ (gốc từ tiếng Pháp: quille, hay pin gốc tiếng Anh) đứng ở cuối đường với mục đích làm sao chỉ ném ít lần nhất mà làm đổ tất cả chai gỗ. Ngày nay, bowling được xem là một môn thể thao.

## Lịch sử

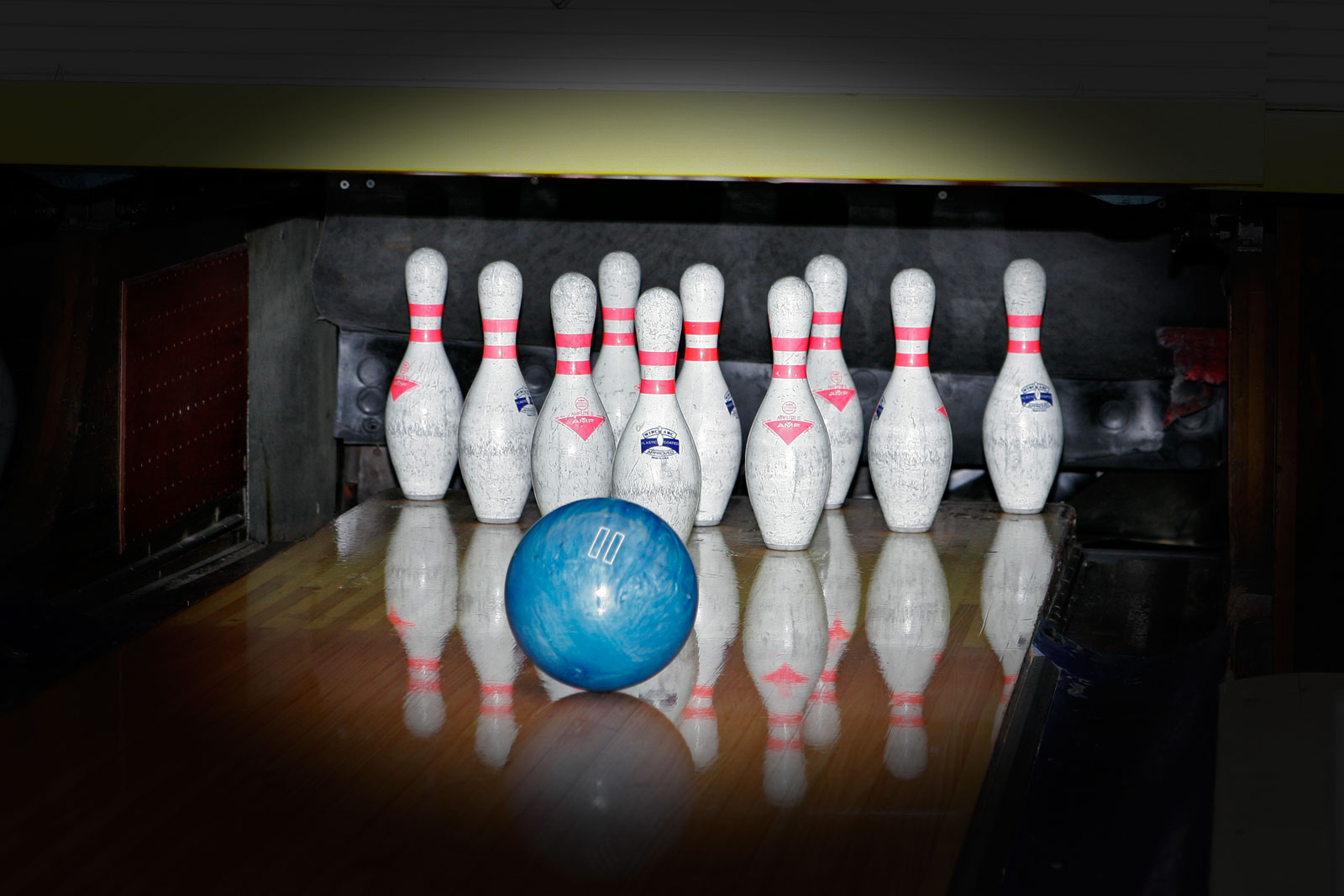
Bốn hàng ki ở cuối đường băng để đánh đổ

Sách xưa ghi rằng một trò chơi dùng đá ném đổ một số vật đặt ở đằng xa xuất hiện từ thời Cổ đại Ai Cập và La Mã. Người Ý tiếp tục chơi một biến thể của trò này, có tên là bocce. Môn bocce du nhập Hoa Kỳ vào giữa thế kỷ 19 và sinh ra môn bowling như ta biết ngày nay. Lúc đầu bowling dùng 9 ki, sau tăng thành 10 ki. Luật chơi sớm được định chế và thống nhất vào năm 1894 ở New York, Hoa Kỳ, đặt ra tiêu chuẩn về bóng, ki, và đường băng.
Cuối thập niên 1930 thì xuất hiện máy tự động xếp ki và đưa bóng trở lại.
Trò chơi điện tử (video game) của thế kỷ 21 cũng sáng tạo ra môn bowling "ảo" chơi hoàn toàn trên máy điện toán và điện thoại thông minh.

## Dụng cụ

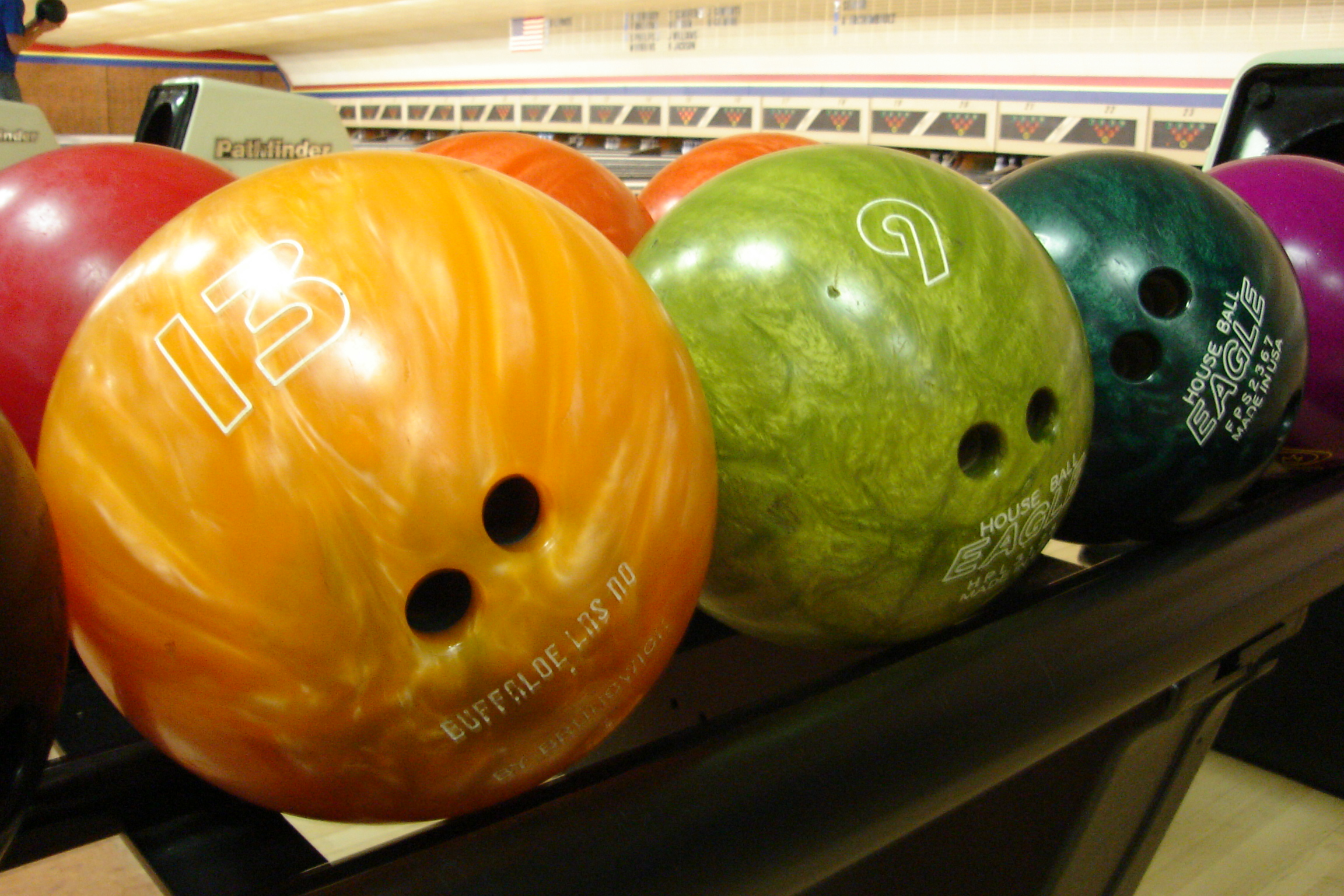
Bóng bowling 13 pound và 9 pound. Hai lỗ sánh nhau là để xỏ hai ngón giữa và ngón nhẫn. Lỗ xỏ ngón cái ở phía dưới bị che khuất

Biểu đồ sắp xếp vị trí 10 ki

### Đường băng
Đường băng đòi hỏi phải thẳng và bằng phẳng không mấp mô, làm từ vật liệu bóng láng, không dễ móp méo và được bôi một loại dầu đặc biệt để bóng dễ lăn nhưng không quá trơn trượt. Đường băng dài 18,3 mét, rộng 1,06 mét cộng thêm tối thiểu 4,6 mét cho khu vực để người chơi vung ném. Trên đường băng có vạch biên hai bên và các dấu khác nhau để người chơi dùng căn khi ném bóng. Vạch đầu tiên là vạch ngang cấm không được vượt qua khi ném bóng, tiếp theo là 7 vạch mũi tên được chia ra các khoang cách khác nhau để giúp người chơi căn cho chuẩn khi ném bóng để trúng "Gục" (strike). Cuối cùng là bốn hàng ki xếp 10 cái ki.

### Bóng
Bóng bowling xưa làm bằng gỗ đặc, nhưng từ thế kỷ 20 trở đi thì dùng vật liệu mới như cao su hay plastic, chủ yếu là phải cứng và nặng đủ để ném lăn. Xưa kia chỉ có bóng màu đen nhưng nay thì có đủ mọi màu sắc. Cân nặng của bóng đo bằng pound và đánh dấu bằng con số ghi trên bóng. Nhẹ nhất là bóng số 6, nặng nhất là số 16 (7,3 kg). Mỗi quả bóng có 3 lỗ tròn để đút ngón tay vào cầm nhấc lên và tung bóng. Ba lỗ sắp xếp thành ba góc của hình tam giác để đút ngón tay cái, ngón giữa và ngón nhẫn. Trước khi chơi nên chọn bóng đúng cân nặng và các lỗ vừa với ngón tay để không chặt quá hoặc rộng quá.
Người chơi nếu thả lỏng tay và lăn bóng, bóng sẽ di chuyển bất cứ vị trí nào (nếu lệch bên trái thì bóng nghiêng bên trái, nếu lệch bên phải thì nó nghiêng bên phải hoặc nếu di chuyển trong giữa thì bóng rẽ thẳng)

### Ki
Ki (quille) được làm từ vật liệu bền và có cùng một cỡ và được xếp tự động trên đường băng. Cái ki có hình dạng như một cái chai, có cổ thắt nhỏ lại và thân phình ra, nhưng không có miệng. Mỗi ki có một vị trí nhất định đánh theo số. Ki bowling thường xếp thành bốn hàng. Hàng đầu có 1 ki mang số 1. Hàng hai có hai ki mang số 2 và 3, đứng chếch hai bên ki 1 và lui về phía sau. Ki 2 bên trái, ki 3 bên phải.
Hàng thứ ba có ba ki mang số 4, 5, 6 từ trái sang phải, xếp xen kẽ ki 2 và 3 nhưng lui lại một khoảng.
Hàng thứ tư có bốn ki mang số 7, 8, 9, và 10 từ trái sang phải, xếp xen kẽ ki 4, 5, và 6 nhưng lui lại một khoảng.
Tổng thể vị trí 10 ki là hình tam giác cân với ki số 1, 7 và 10 ở ba góc.

## Cách chơi & tính điểm
Bowling có mấy cách tính điểm. Sau đây là cách tính theo bowling phổ thông.
Trong 1 ván (tiếng Anh: game) có 10 frame. Tiếng Việt gọi là "khung" hay "lượt"; mỗi 1 khung thì người chơi có 2 dịp ném bóng đánh đổ cả 10 ki (mỗi ki là 1 điểm) (không tính khung cuối có 3 dịp ném). Nếu trong một khung mà lần đầu tiên đã đánh đổ cả 10 ki thì gọi là "Strike", người Việt gọi là "Trúng" và có dấu nhân (X). Nếu phải dùng lần thứ nhì trong khung mới đổ cả 10 ki thì gọi là "Spare" có nghĩa là "dư". Còn sau cả hai lần mà vẫn còn ki đứng thì khung đó gọi là khung mở và có gạch ngang [(frame open), (-)]. Điểm được tính cho từng khung một.
Bao nhiêu ki đổ là bấy nhiêu điểm. Đặc điểm là nếu đánh đổ cả 10 ki ("gục") trong một khung thì có thêm điểm thưởng.

### Strikehay "gục"

Phiếu tính điểm sắp xếp theo từng khung. Strike ("gục") được ghi là chữ X. Phiếu này có ba khung, đã chơi xong khung 1 và khung 2. Khung 3 còn bỏ trống

- Strike/"gục" là khi đánh đổ cả 10 ki ngay trong lần ném đầu tiên của khung, ghi trên phiếu bằng chữ "X". Người chơi được 10 điểm, lại cộng thêm số điểm của hai quả bóng tiếp theo. Theo đó thì số ki đổ do hai quả bóng kế tiếp được nhân gấp đôi.

Thí dụ
Khung 1, bóng 1: 10 ki ("gục")
Khung 2, bóng 1: 3 ki
Khung 2, bóng 2: 6 ki
Tổng số điểm là: 
- Khung 1: 10 + (3 + 6 điểm thưởng) = 19
- Khung 2: 3 + 6 = 9

TỔNG CỘNG = 28
Tối đa của một khung "gục" là 30 điểm.

### Sparehay "dư"
- Spare/"dư" là khi đánh đổ cả 10 ki sau hai lần ném bóng, tức là người chơi phải dùng cả hai lần ném bóng của một khung mới đánh đổ được cả 10 ki, thì sẽ ghi trên phiếu bằng gạch chéo "/". Người chơi được 10 điểm, lại cộng thêm số điểm của một quả bóng kế tiếp.

Thí dụ:
Khung 1, bóng 1: 7 ki
Khung 1, bóng 2: 3 ki ("dư")
Khung 2, bóng 1: 4 ki
Khung 2, bóng 2: 2 ki
Tổng số điểm là: 
- Khung 1: 7 + 3 + (4 điểm thưởng) = 14
- Khung 2: 4 + 2 = 6

TỔNG CỘNG = 20
Tối đa của một khung "dư" là 20 điểm.

### Openhay "mở"
- Open/"mở" là khi xong cả hai lần ném bóng trong một khung mà không đánh đổ được cả 10 ki thì trên phiếu chỉ ghi số ki bị đổ của 2 lần ném

Tối đa của một khung "mở" là 9 điểm vì không hạ được cả 10 ki sau hai lần ném.
Mỗi người chơi cứ tiếp tục cho đến hết khung thứ 10. Tổng số điểm tối đa cho 1 ván 10 khung là 300 điểm.

## Giày chơi Bowling
Là loại giày có đế bên chân trượt làm bằng da mềm (nếu ném bóng bằng tay phải thì chân trái sẽ là chân trượt), và chiếc còn lại đế giày được làm bằng plastic dẻo mềm. Và cấu trúc giày sẽ ngược lại nếu thuận tay trái.
Tùy thuộc vào các trung tâm chơi Bowling, cho thuê giày có thể là một khoản phí khác.
Khi di chuyển, giày này thường sẽ tạo ra một lực khá nhẹ khi di chuyển, nhưng ngày nay, khi phát triển mới theo giày thể thao thì lực ma sát lớn đồng thời sẽ tạo ra âm thanh "kít", "kít" (mặt sân rất cứng nhưng vẫn có một đoạn mềm khi chạy bước 1).